# Apterocis ornatipennis
Apterocis ornatipennis es una especie de coleóptero de la familia Ciidae.

## Distribución geográfica
Habita en Hawái.